# Ivanov (obra de teatro)
Ivánov (en ruso Иванов: драма в четырёх действиях) es una obra de teatro en cuatro actos  escrita en 1887 por el dramaturgo ruso Antón Chéjov y publicada en 1889 en la revista Séverny Véstnik (El mensajero del Norte).

## Argumento

### I Acto
La obra cuenta la historia de Nikolái Ivánov, un hombre que lucha por recuperar su antigua gloria. Durante los últimos cinco años, ha estado casado con Anna Petrovna, que ha contraído una grave enfermedad. La finca de Ivánov está dirigida por un pariente lejano, Mijaíl Borkin. El médico, Yevgueni Lvov, un hombre "honesto" como frecuentemente recuerda al resto del elenco, informa a Ivánov de que su esposa se está muriendo de tuberculosis y que necesita recuperarse yendo a Crimea. Desafortunadamente, Ivánov no puede, y no quiere, pagar el viaje. Está muy endeudado y ya debe a Zinaída Lébedeva 9.000 rublos. Ivánov es criticado por la falta de corazón y por pasar tiempo con los Lébedev en lugar de su esposa gravemente enferma. Al final del primer acto, Ivánov se va a visitar a Zinaída Lébedeva y a su marido Pável Lébedev, presidente del Zemstvo local y sin saberlo es seguido por Anna y Lvov.

### II Acto
Se abre con una fiesta en casa de los Lébedev, y aparecen con varias personas hablando de Ivánov. Dicen que su único motivo para casarse con Anna fue obtener su gran dote; sin embargo, cuando se casó con él, se vio obligada a convertirse del judaísmo a la iglesia ortodoxa rusa y fue desheredada. Por su parte, se desvela que Sasha, hija de los Lébedev,  está enamorada de Ivánov. Se lanza sobre éste y él es incapaz de resistir y ambos se besan. Desafortunadamente, Anna llega inesperadamente justo en este momento y es testigo la traición.

### III Acto
Lébedev le pide a Ivánov que haga frente a las deudas que tiene contraídas. Por su parte, Lvov le hace ver a Ivánov que está tratando a Anna de una manera despiadada. Aparece entonces Sasha, preocupada por la negativa de Ivánov a volver a visitarla desde el incidente al final del segundo Acto. El acto termina con Anna echando en cara a Ivánov sus mentiras y desprecios. En el fragor de la disputa, y en un arranque de ira, él le revela que pronto morirá y ella se descompone del asombro y dolor.

### IV Acto
Ha transcurrido un año. Anna ha muerto, Sasha e Ivánov preparan su boda. Cuando va a iniciarse la ceremonia, aparece Lvov, planeando revelar las intenciones "malvadas" de Ivánov, pues está convencido de que Ivánov se casa con Sasha por la dote. Lvov hace la acusación públicamente y aunque otros personajes han expresado anteriormente dudas, en ese momento, todos saltan en defensa de Ivánov y desafían a duelo a Lvov. Ivánov, que encuentra toda la situación divertida, desenfunda su arma. Sasha se da cuenta de lo que está a punto de hacer, pero no puede detenerlo: Ivánov escapa de la multitud y se dispara a sí mismo, dando fin a la obra.

## Representaciones destacadas
Ivánov fue interpretado por primera vez el 19 de noviembre de 1887, cuando Fiódor Korsh, dueño del Teatro Korsh de Moscú, encargó a Chéjov que escribiera una comedia. Chéjov, sin embargo, respondió con un drama de cuatro actos, que escribió en diez días. A pesar del éxito de su primera actuación, la producción disgustó al propio Chéjov. En una carta a su hermano, escribió que "no reconoció las primeras líneas como propias" y que los actores "no conocen el guion y dicen tonterías". Irritado por este fracaso, Chéjov hizo modificaciones en la obra. En consecuencia, la versión final es diferente de esa primera actuación. Después de esta revisión, fue interpretada en San Petersburgo en 1889. La versión revisada de Chéjov fue un éxito y ofreció un anticipo del estilo y de los temas de sus obras maestras posteriores.
La obra se estrenó en Broadway el 20 de noviembre de 1923. Con posterioridad se ha repuesto en varias ocasiones pudiendo mencionarse el montaje de en 1997, en el Vivian Beaumont Theatre, dirigida por Gerald Gutiérrez e interpretada por Kevin Kline (Ivánov), Jayne Atkinson (Anna), Rob Campbell (Lvov), Hope Davis (Sasha), Max Wright (Pável) y Marian Seldes (Zinaída). Y el de 2012 en el Off-Broadway con Ethan Hawke y Joely Richardson encabezando el cartel.
Estrenada en Francia en 1962 en el Petit Théâtre de París, dirigida por	Sacha Pitoëff y contando en cartel con el propio Pitoëff, Luce Garcia-Ville y Harry-Max. Con posterioridad se ha repuesto en varias ocasiones, destacando en 1970, con Michel Vitold (Ivánov).
En España no se representó hasta 1983. Con dirección de Domingo Miras, se interpretó en el Teatro María Guerrero de Madrid, con Juan Diego (Ivánov), Emma Cohen (Anna), Juan Echanove, Fernando Hilbeck, Iñaki Aierra, Ángeles Torres, Mercedes Guillamón, Concha Gómez Conde, Jorge Bosso, Rafael Lamata, José Carlos Vázquez y Luis Santonyo.
En el Reino Unido se ha representado en varias ocasiones. Cabe mencionar: el montaje de 1965, dirigido por John Gielgud e interpretada por el propio Gielgud en el papel de Ivánov, Vivien Leigh como Anna, Claire Bloom como Sasha y John Merivale como Lvov; por la Royal Shakespeare Company en 1976, en el Aldwych Theatre de Londres, con John Wood (Ivánov), Mia Farrow (Sasha) y Kenneth Cranham (Lvov); la versión de la Prospect Theatre Company (1978), con Derek Jacobi en el papel principal, acompañado por Eileen Atkins y Brenda Bruce; en 1996, en el Almeida Theatre, de Londres, con Ralph Fiennes (Ivánov) y Harriet Walter (Anna); finalmente fue representada en el Wyndham's Theatre de Londres en 2008, contando en elenco con Kenneth Branagh (Ivánov), Tom Hiddleston (Lvov), Andrea Riseborough (Sasha), Kevin McNally (Lébedev), Gina McKee (Anna Petrovna) y Malcolm Sinclair.